# Pierre Renaudel
Pierre Renaudel (Morgny-la-Pommeraye, 19 de diciembre de 1871-Sóller, 1 de abril de 1935) fue un político socialista francés, que experimentó una evolución hacia posturas neo-socialistas que lo acercaron a la derecha política.

## Biografía
Nació el 19 de diciembre de 1871 en Morgny-la-Pommeraye. Fue el director del periódico L'Humanité y el fundador del grupo La vie socialiste. Elegido diputado por Var en múltiples ocasiones por los socialistas, experimentó una evolución ideológica hacia la derecha y en noviembre de 1933 fue expulsado de la SFIO junto con otros neosocialistas como Marcel Déat y Adrien Marquet, originándose así el Parti Socialiste de France.
Falleció el 1 de abril de 1935 en Sóller, en la isla de Mallorca, España.